# Hipoteza solutrejska

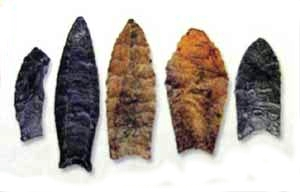
Przykłady narzędzi używanych przez prehistorycznych Indian

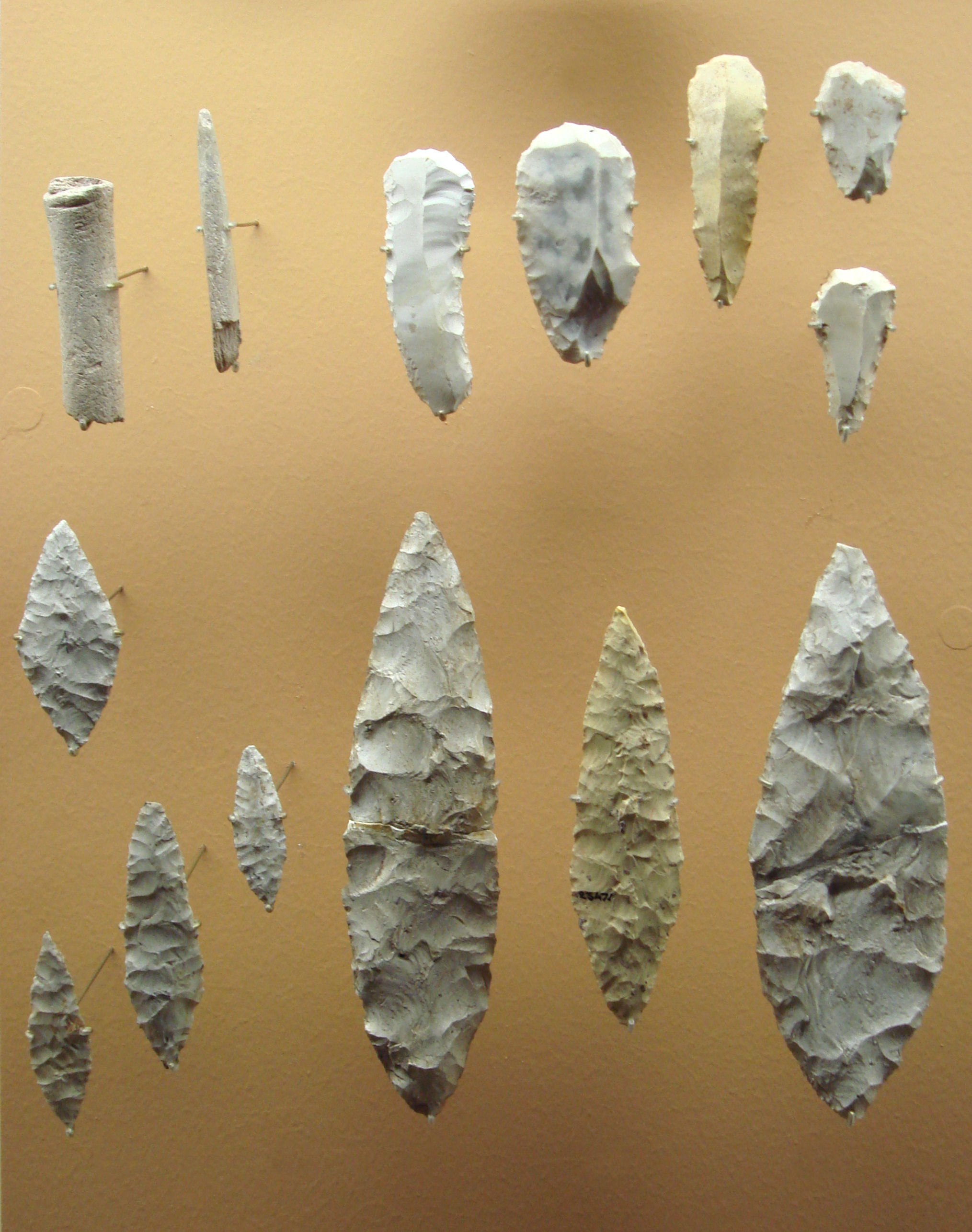
Narzędzia kultury solutrejskiej, odnalezione w Crôt du Charnier, Solutré-Pouilly, Saône-et-Loire

Hipoteza solutrejska – jedna z hipotez wyjaśniających sposób osiedlenia się ludzi na kontynencie amerykańskim. Zakłada ona, że w czasach prehistorycznych niektóre grupy ludzi zamieszkujących Europę i identyfikowanych z tzw. kulturą solutrejską (zamieszkujących ok. 21–18 tys. lat temu tereny obecnej Francji i Półwyspu Iberyjskiego) mogły dotrzeć do Ameryki Północnej żeglując na zachód przez Atlantyk wzdłuż czoła lądolodu pokrywającego część półkuli północnej podczas ostatniego zlodowacenia. Hipoteza ta, konkurencyjna wobec powszechnie akceptowanej zakładającej przybycie ludzi do Ameryki z Azji przez obecną Cieśninę Beringa, ogłoszona została przez Dennisa Stanforda ze Smithsonian Institution i Bruce Bradleya z Uniwersytetu Exeter. Nie należy stawiać jej w opozycji wobec hipotezy przybycia ludzi z Azji, w rzeczywistości nie wyklucza ona wcale słuszności tej drugiej, bowiem możliwe jest, iż prehistoryczni ludzie dotarli do obu Ameryk różnymi trasami i w różnych okresach.
Hipoteza solutrejska nie jest powszechnie akceptowana w środowisku naukowym. Jak wskazują krytycy, kultury solutrejską i Clovis (datowaną na ok. 13 tys. lat temu) dzieli około pięć tysięcy lat, a ówczesna ludność Europy nie posiadała umiejętności eksploatacji zasobów morskich, co uniemożliwiało jej pokonanie Atlantyku. Podnoszone są także odmienne konteksty wyrobów obydwu kultur: w kulturze Clovis brak jest charakterystycznych dla kultury solutrejskiej technik mikrowiórowych oraz wyrobów kościanych i artystycznych, z kolei ostrza solutrejskie nie mają typowej dla Clovis cienkiej podstawy.